# Penstemon discolor
Espèce
 Penstemon discolor  est une espèce de plantes de la famille des Plantaginacées, originaire d'Amérique du Nord. En anglais, elle est connue sous le nom de Catalina Variegated Beardtongue.

## Description
Cette espèce endémique de l’Arizona est pérenne et peut atteindre 35 cm de hauteur. Les fleurs sont généralement de couleur violette ou blanche.